# Kreis Helgoland
| Basisdaten         | Basisdaten            |
| ------------------ | --------------------- |
| Bestandszeitraum   | 1922–1932             |
| Preußische Provinz | Schleswig-Holstein    |
| Regierungsbezirk   | Schleswig             |
| Verwaltungssitz    | Helgoland             |
| Fläche             | 82,329 Hektar         |
| Einwohner          | 2576 (1925)           |
| Bevölkerungsdichte | 3129 Einw./km² (1925) |
| Gemeinden          | 1                     |

Der Kreis Helgoland, amtlich auch Kreis Insel Helgoland, war ein von 1922 bis 1932 bestehender Kreis in der preußischen Provinz Schleswig-Holstein.

## Geschichte
Die Gemeinde Helgoland gehörte vom 18. Februar 1891 bis zum 30. September 1922 zum Kreis Süderdithmarschen in der Provinz Schleswig-Holstein. Am 1. Oktober 1922 wurde sie zur einzigen Gemeinde im neuen Kreis Helgoland. Mit der Gründung des Kreises wollte man separatistischen Bewegungen auf der Insel begegnen. In der Folge führte es aber zu einem permanenten Streit zwischen Landrat und Gemeindevertretung auf der Insel.  Am 1. Oktober 1932 wurde der Kreis wieder aufgelöst. Helgoland kam als amtsfreie Landgemeinde zum Kreis Pinneberg. Bis heute ist sie mit einem direkt gewählten Abgeordneten im Pinneberger Kreistag vertreten. Der Grund für die Zuordnung zum Kreis Pinneberg war, dass Pinneberg von allen schleswig-holsteinischen Kreisstädten aufgrund seiner Nähe zu Hamburg die beste Verkehrsverbindung nach Helgoland hatte.

## Kommissare, Landräte etc.
- bis 1921: Verlohr, Polizeimeister, landr. Hilfsbeamter
- 1921–1923: Krönig, Regierungskommissar, ab 1922 kommissarischer Landrat[7]
- 1923–1924: Hermann Pirscher, Regierungsrat, Landrat[7]
- 1925–1931: Gustav Etzel (1877–1938), Landrat[7]
- 1932–1933: William Helmke (1872–1955), Kreisobersekretär, i. V. des Landrats (dann des Kreises Pinneberg)[8]